# منتوحتب الخامس
سودجار منتوحتب (المعروف أيضًا باسم منتوحتب الخامس أو منتوحتب السادس حسب رأي الباحثين)(بالإنجليزية: Mentuhotep V)، هو فرعون مصري قليل الأدلة من أواخر الأسرة الثالثة عشر، حكم لفترة قصيرة حوالي عام 1655 قبل الميلاد خلال الفترة الانتقالية الثانية. يعتقد علماء المصريات كيم رايهولت وداريل بيكر أنه كان الملك الخمسين والتاسع والأربعين على التوالي في تلك الأسرة، مما يجعله منتوحتب الخامس. وبالتالي، من المرجح أن سودجار منتوحتب حكم لفترة وجيزة قبل وصول الهكسوس إلى منطقة منف وفي الوقت نفسه مع آخر حكام الأسرة الرابعة عشرة. 

## الاسم
يشير كل من رايهولت، وبيكر، وجاك كينير إلى سودجار منتوحتب باسم منتوحتب الخامس لأنهم يعتقدون أنه عاش في نهاية الأسرة الثالثة عشرة. من ناحية أخرى، فإن يورغن فون بيكيراث، في دراساته حول الفترة الانتقالية الثانية، لا يحدد موقع سودجار منتوحتب ضمن الأسرة الثالثة عشرة على الإطلاق، لكنه يطلق عليه مع ذلك اسم منتوحتب السادس.

## التوثيقات
سودجار منتوحتب هو فرعون ضعيف التوثيق. ولسوء الحظ، فإن بردية تورين تعرضت لأضرار جسيمة بعد تسجيل الملك سوبكحتب السابع، مما يجعل من المستحيل تحديد هوية وترتيب آخر تسعة عشر ملكًا من الأسرة الثالثة عشرة من خلال هذا السجل. ووفقًا لكل من نوربرت داوتزنبرغ ورايهولت، فإن الاسم الملكي "سودجارا" لمنتوحتب محفوظ جزئيًا مع ذلك في العمود الثامن، السطر العشرين من البردية، ويُقرأ على الشكل: [...]دج[آرِه].
أما التوثيق المعاصر الوحيد الذي يُنسب بأمان إلى سودجار منتوحتب الخامس، فهو جزء واحد فقط من نقش بارز يظهر فيه الخرطوش الملكي الخاص به. وقد عُثر على هذا النقش في أنقاض معبد منتوحتب الثاني الجنائزي أثناء حفريات إدوار نافيل في مطلع القرن العشرين.

## تابوت هيرونيفر
هناك توثيق محتمل آخر لسودجار منتوحتب الخامس، يتمثل في جزء من تابوت خشبي محفوظ حاليًا في المتحف البريطاني تحت رقم الفهرس BM EA 29997. يحمل التابوت النص التالي:
النبيل، المندوب الملكي، الابن الأكبر للملك، القائد الأعلى هيرونيفر، صادق الصوت، الذي أنجبه الملك منتوحتب، صادق الصوت، ووَلَدته الملكة الكبيرة سيتموت
الاسم الملكي (البر نومن) للملك منتوحتب غير مذكور، لذا تبقى هوية هذا الملك غامضة. ومع ذلك، يلاحظ كيم رايهولت أن التابوت يحتوي أيضًا على نسخة مبكرة من مقاطع من كتاب الموتى، وهي واحدة من اثنتين فقط من النقوش السابقة لعصر الدولة الحديثة لهذا النص. وبالتالي، يستنتج رايهولت أن هذا الملك منتوحتب لا بد أنه حكم في أواخر فترة الانتقال الثانية.
وبناءً عليه، هناك ثلاثة ملوك محتملون قد يكونون المذكورين على التابوت:
- سيعنخ إن رع منتوحتبي،
- مرعنخ رع منتوحتب السادس،
- سودجارا منتوحتب.

وعلى الرغم من التشابه في الاسم، يوضح رايهولت أن "منتوحتبي" يختلف عن "منتوحتب"، وبالتالي لا يمكن أن يكون المقصود في التابوت هو سيعنخ إن رع منتوحتبي.
وللتمييز بين الملكين الآخرين، يشير رايهولت إلى أن المثال الآخر الوحيد المعروف لكتاب الموتى قبل الدولة الحديثة وُجد على تابوت الملكة منتوحتب، زوجة تحوتي، ثاني ملوك الأسرة السادسة عشرة، والذي حكم حوالي 1645 ق.م. وفي هذه الحالة، فإن النص مشابه للغاية لذلك الموجود على تابوت هيرونيفر، مما يشير إلى تقارب زمني كبير بينهما.
وبما أن سودجارا منتوحتب حكم قبل تحوتي بحوالي عشر سنوات، في حين أن مرعنخ رع منتوحتب يُعتقد أنه حكم بعده بستين عامًا، فإن رايهولت يستنتج أن سودجارا منتوحتب هو الملك المقصود في التابوت، وأن سيتموت هي زوجته، وهيرونيفر ابنه.
ومع ذلك، فإن هذا التعريف غير مؤكد، حيث قام كل من أيدان دودسون وديان هيلتون بتأريخ التابوت إلى نهاية الأسرة السادسة عشرة، مما يجعل هيرونيفر ابنًا لمرعنخ رع منتوحتب السادس بدلاً من ذلك.